# NEVER SOLD OUT
NEVER SOLD OUT（ネヴァー・ソールド・アウト）は、LUNA SEAの初のライブ・アルバム。1999年5月29日発売。

## 解説
1999年にLUNA SEAはバンド結成10周年を迎え、その記念として初のライブ盤がリリースされた。LUNA SEA（当時はLUNACY表記）が今の5人編成になって初めてのライブを町田プレイハウスにて行った日が1989年5月29日であり、今作はその日のちょうど10年後にリリースされたことになる。
今作はそれまでのLUNA SEAの過去10年間のライブ音源の中から、メンバーの選曲によりCD2枚にピックアップされた作品である（一番古い音源はインディーズ時代の91年、一番新しい音源は98年のものである）。ただし曲順は時系列順ではなく、1枚のCDが実際のライブの流れに近いよう想定しながら並べられているために時代が混在しており、なおかつ曲間を編集で間髪なく繋げている箇所も多々ある。
なお、このアルバム発売日の翌日に彼らは東京国際展示場にて10周年記念ライブ「NEVER SOLD OUT CAPACITY∞」を行っている。

## 収録曲
全作詞･作曲･編曲:LUNA SEA（「SILENT NIGHT」を除く）
Disc1
1. LOVELESS
　1995年12月23日・東京ドーム
2. Déjàvu
　1998年12月10日・鳥取県立県民文化会館
3. END OF SORROW
　1998年12月8日・三重県総合文化センター
4. BELIEVE
　1996年8月31日・日本武道館
5. SANDY TIME
　1992年3月20日・渋谷公会堂
6. Providence
　1998年12月24日・東京ドーム
7. ANOTHER
　1998年12月23日・東京ドーム
8. STORM
　1998年12月23日・東京ドーム
9. SILENT NIGHT〜MOON
　1996年12月23日・横浜スタジアム
  - 『SILENT NIGHT』は観客による『きよしこの夜』の合唱。
10. SHADE
　1991年12月30日・日本青年館
11. ROSIER
　1996年12月23日・横浜スタジアム
12. MOTHER
　1995年12月23日・東京ドーム

Disc2
1. Time Has Come
　1998年12月24日・東京ドーム
最初の部分に時計の針の音がSEとして収録されている。
2. G.
　1996年12月23日・横浜スタジアム
3. FACE TO FACE
　1994年12月27日・日本武道館
4. DESIRE
　1998年11月16日・富山オーバードホール
5. RA-SE-N
　1998年8月10日・横浜スタジアム
6. GENESIS OF MIND〜夢の彼方へ〜
　1996年8月31日・日本武道館
7. IN MY DREAM (WITH SHIVER)
　1995年12月23日・東京ドーム
8. IN FUTURE
　1995年4月2日・日比谷野外大音楽堂
9. I for You
　1998年12月23日・東京ドーム
10. PRECIOUS...
　1992年3月20日・渋谷公会堂
11. WISH
　1993年8月30日・日本武道館
12. UP TO YOU
　1998年12月23日・東京ドーム